# Владивостоцький округ
Владивостоцький округ (рос. Владивостокский округ) — адміністративно-територіальна одиниця Далекосхідного краю, що існувала в 1926—1930 роках.
Владивостоцький округ був утворений в 1926 році. Центром округу було призначене місто Владивосток..
Повіт був розділений на 14 районів: Гродековський, Іанівський, Михайлівський, Ольгинський, Покровський, Пос'єтський, Спаський, Суйфунський, Сучанський, Ханкайський, Чернігівський, Шкотовський, Шмаковський і Яковлевський..
30 липня 1930 Владивостоцький округ, як і більшість інших округів СРСР, був скасований. Його райони відійшли в пряме підпорядкування Далекосхідного краю.
Населення округу в 1926 році становило 453,4 тис. осіб (без іноземців, яких було 118,6 тис.). З них росіяни — 46,3 %; українці — 32,8 %; корейці — 15,6 %; білоруси — 2,2 %.